# Liste der Länderspiele der tschechoslowakischen Fußballnationalmannschaft der Frauen
Die Liste der Länderspiele der tschechoslowakischen Fußballnationalmannschaft der Frauen enthält alle von der FIFA offiziell geführten Spiele der tschechoslowakischen Fußballnationalmannschaft der Frauen. Offiziell begann die Länderspielgeschichte der Tschechoslowakei mit einem Auswärtsspiel gegen Finnland am 28. Juli 1986. Die Liste der RSSSF und des italienischen Verbandes FIGC führt als erstes Spiel allerdings eine Partie am 23. Februar 1968 gegen die Italienerinnen.
Am 12. September 1992 war Italien auch der letzte Gegner, bevor sich die Mannschaft in Tschechien und die Slowakei aufteilten.

## Legende
Dieser Abschnitt dient als Legende für die nachfolgenden Tabellen. Alle Ergebnisse sind aus der Sicht der tschechoslowakischen Mannschaft angegeben.
- grüne Hintergrundfarbe = Sieg der tschechoslowakischen Mannschaft
- gelbe Hintergrundfarbe = Unentschieden
- rote Hintergrundfarbe = Niederlage der tschechoslowakischen Mannschaft
- Gegner = fett markierte Gegner waren zum Zeitpunkt des Spiels amtierender Europameister
- H = Heimspiel
- A = Auswärtsspiel
- * = Spiel auf neutralem Platz
- WM = Weltmeisterschaft
- EM = Europameisterschaft
- OS = Olympische Sommerspiele
- n. V. = nach Verlängerung
- i. E. = im Elfmeterschießen

## 1986 bis 1992
| Nr.  | Datum         | Gegner                          | Ergebnis  |   | Austragungsort         | Anlass                                        | Bemerkung |
| ---- | ------------- | ------------------------------- | --------- | - | ---------------------- | --------------------------------------------- | --- |
| 01.  | 28. Juli 1986 | Finnland                        | 2:0       | A | Lahti (FIN)            | Freundschaftsspiel                            | Erstes Spiel der Tschechoslowakei, erstes Spiel gegen Finnland, erstes Auswärtsspiel, erster Auswärts-(Sieg) |
| 02.  | 30. Juli 1986 | Finnland                        | 1:1       | A | Helsinki (FIN)         | Freundschaftsspiel                            | Erstes Unentschieden                                                                                         |
| 03.  | 28. Aug. 1987 | Finnland                        | 0:5       | H | Turnov                 | Freundschaftsspiel                            | Erstes Heimspiel, erste Niederlage                                                                           |
| 04.  | 18. Okt. 1987 | Belgien                         | 1:1 (1:0) | A | Aalst (BEL)            | EM 1989-Qualifikation                         | Erstes Spiel gegen Belgien                                                                                   |
| 05.  | 8. Nov. 1987  | Spanien                         | 1:0 (1:0) | H | Bratislava             | EM 1989-Qualifikation                         | Erstes Spiel gegen Spanien, erster Heimsieg                                                                  |
| 06.  | 2. Apr. 1988  | Belgien                         | 0:0       | H | Hodonín                | EM 1989-Qualifikation                         | |
| 07.  | 24. Apr. 1988 | Bulgarien                       | 1:0 (0:0) | A | Stanke Dimitrow (BGR)  | EM 1989-Qualifikation                         | Erstes Spiel gegen Bulgarien                                                                                 |
| 08.  | 7. Mai 1988   | Frankreich                      | 2:2 (0:1) | A | Thonon-les-Bains (FRA) | EM 1989-Qualifikation                         | Erstes Spiel gegen Frankreich                                                                                |
| 09.  | 14. Mai 1988  | Spanien                         | 2:0 (0:0) | A | Figueres (ESP)         | EM 1989-Qualifikation                         | |
| 010. | 1. Juni 1988  | Schweden                        | 0:1 (0:0) | * | Panyu (CHN)            | FIFA-Frauen-Einladungsturnier 1988            | Einziges Spiel gegen Schweden, erstes Spiel auf neutralem Platz                                              |
| 011. | 3. Juni 1988  | Japan                           | 2:1 (2:1) | * | Panyu (CHN)            | FIFA-Frauen-Einladungsturnier 1988            | Einziges Spiel gegen Japan                                                                                   |
| 012. | 5. Juni 1988  | Vereinigte Staaten              | 0:0       | * | Panyu (CHN)            | FIFA-Frauen-Einladungsturnier 1988            | Einziges Spiel gegen die USA                                                                                 |
| 013. | 8. Okt. 1988  | Frankreich                      | 0:0       | H | Frýdek-Místek          | EM 1989-Qualifikation                         | |
| 014. | 23. Okt. 1988 | Bulgarien                       | 3:0 (1:0) | H | Písek                  | EM 1989-Qualifikation                         | |
| 015. | 26. Nov. 1988 | BR Deutschland                  | 1:1 (1:0) | H | Bratislava             | EM 1989-Viertelfinale-Hinspiel                | Erstes Spiel gegen die Bundesrepublik Deutschland                                                            |
| 016. | 17. Dez. 1988 | BR Deutschland                  | 0:2 (0:1) | A | Kaiserslautern (FRG)   | EM 1989-Viertelfinale-Rückspiel               | |
| 017. | 14. Okt. 1989 | Bulgarien                       | 2:0 (1:0) | H | Skuteč                 | WM 1991-Qualifikation / EM 1991-Qualifikation | |
| 018. | 22. Nov. 1989 | BR Deutschland                  | 0:5 (0:3) | A | Marburg (FRG)          | WM 1991-Qualifikation / EM 1991-Qualifikation | |
| 019. | 29. Apr. 1990 | BR Deutschland                  | 0:1 (0:1) | H | Frýdek-Místek          | WM 1991-Qualifikation / EM 1991-Qualifikation | |
| 020. | 9. Mai 1990   | Deutsche Demokratische Republik | 3:0 (1:0) | A | Potsdam (GDR)          | Freundschaftsspiel                            | Einziges Spiel der DDR                                                                                       |
| 021. | 26. Mai 1990  | Ungarn                          | 0:2 (0:2) | A | Esztergom (HUN)        | WM 1991-Qualifikation / EM 1991-Qualifikation | Erstes Spiel gegen Ungarn                                                                                    |
| 022. | 29. Sep. 1990 | Ungarn                          | 3:0 (1:0) | H | Vranov nad Topľou      | WM 1991-Qualifikation / EM 1991-Qualifikation | |
| 023. | 14. Okt. 1990 | Bulgarien                       | 3:2 (0:2) | A | Pasardschik (BGR)      | WM 1991-Qualifikation / EM 1991-Qualifikation | |
| 024. | 29. Sep. 1991 | Polen                           | 2:1 (0:0) | A | Gorlice (POL)          | EM 1993-Qualifikation                         | Erstes Spiel gegen Polen                                                                                     |
| 025. | 17. Nov. 1991 | Österreich                      | 1:1 (1:1) | H | Bratislava             | Freundschaftsspiel                            | Einziges Spiel gegen Österreich                                                                              |
| 026. | 30. Mai 1992  | Italien                         | 0:3 (0:2) | H | Púchov                 | EM 1993-Qualifikation                         | Erstes Spiel gegen Italien                                                                                   |
| 027. | 28. Juni 1992 | Polen                           | 3:0 (0:0) | H | Rožnov pod Radhoštěm   | EM 1993-Qualifikation                         | |
| 028. | 12. Sep. 1992 | Italien                         | 2:2 (0:1) | A | Jesolo (ITA)           | EM 1993-Qualifikation                         | |

## Statistik

### Länderspielbilanz
- grüne Hintergrundfarbe = Positive Bilanz
- gelbe Hintergrundfarbe = Ausgeglichene Bilanz
- rote Hintergrundfarbe = Negative Bilanz
- Sp. = Spiele
- S = Siege
- U = Unentschieden
- N = Niederlagen

Stand: 26. April 2013
| Gegner                          | Verband  | Sp. | S  | U | N | Tordifferenz | Wichtige Spiele                                                     |
| ------------------------------- | -------- | --- | -- | - | - | ------------ | ------------------------------------------------------------------- |
| Belgien                         | UEFA     | 2   | 0  | 2 | 0 | 1:1          | EM 1989-Qualifikation                                               |
| Bulgarien                       | UEFA     | 4   | 4  | 0 | 0 | 9:2          | EM 1989-Qualifikation, WM 1991-Qualifikation, EM 1991-Qualifikation |
| BR Deutschland                  | UEFA     | 4   | 0  | 1 | 3 | 1:9          | EM 1989-Viertelfinale, WM 1991-Qualifikation, EM 1991-Qualifikation |
| Deutsche Demokratische Republik | UEFA     | 1   | 1  | 0 | 0 | 3:0          |                                                                     |
| Finnland                        | UEFA     | 3   | 1  | 1 | 1 | 3:5          |                                                                     |
| Frankreich                      | UEFA     | 2   | 0  | 2 | 0 | 2:2          | EM 1989-Qualifikation                                               |
| Italien                         | UEFA     | 2   | 0  | 1 | 1 | 2:5          | EM 1993-Qualifikation                                               |
| Japan                           | AFC      | 1   | 1  | 0 | 0 | 2:1          | FIFA-Frauen-Einladungsturnier 1988                                  |
| Österreich                      | UEFA     | 1   | 0  | 1 | 0 | 1:1          |                                                                     |
| Polen                           | UEFA     | 2   | 2  | 0 | 0 | 5:1          | EM 1993-Qualifikation                                               |
| Schweden                        | UEFA     | 1   | 0  | 0 | 1 | 0:1          | FIFA-Frauen-Einladungsturnier 1988                                  |
| Spanien                         | UEFA     | 2   | 2  | 0 | 0 | 3:0          | EM 1989-Qualifikation                                               |
| Ungarn                          | UEFA     | 2   | 1  | 0 | 1 | 3:2          | WM 1991-Qualifikation, EM 1991-Qualifikation                        |
| Vereinigte Staaten              | CONCACAF | 1   | 0  | 1 | 0 | 0:0          | FIFA-Frauen-Einladungsturnier 1988                                  |
| Gesamt                          |          | 28  | 12 | 9 | 7 | 35:30        |                                                                     |